# Administrativní dělení Lichtenštejnska

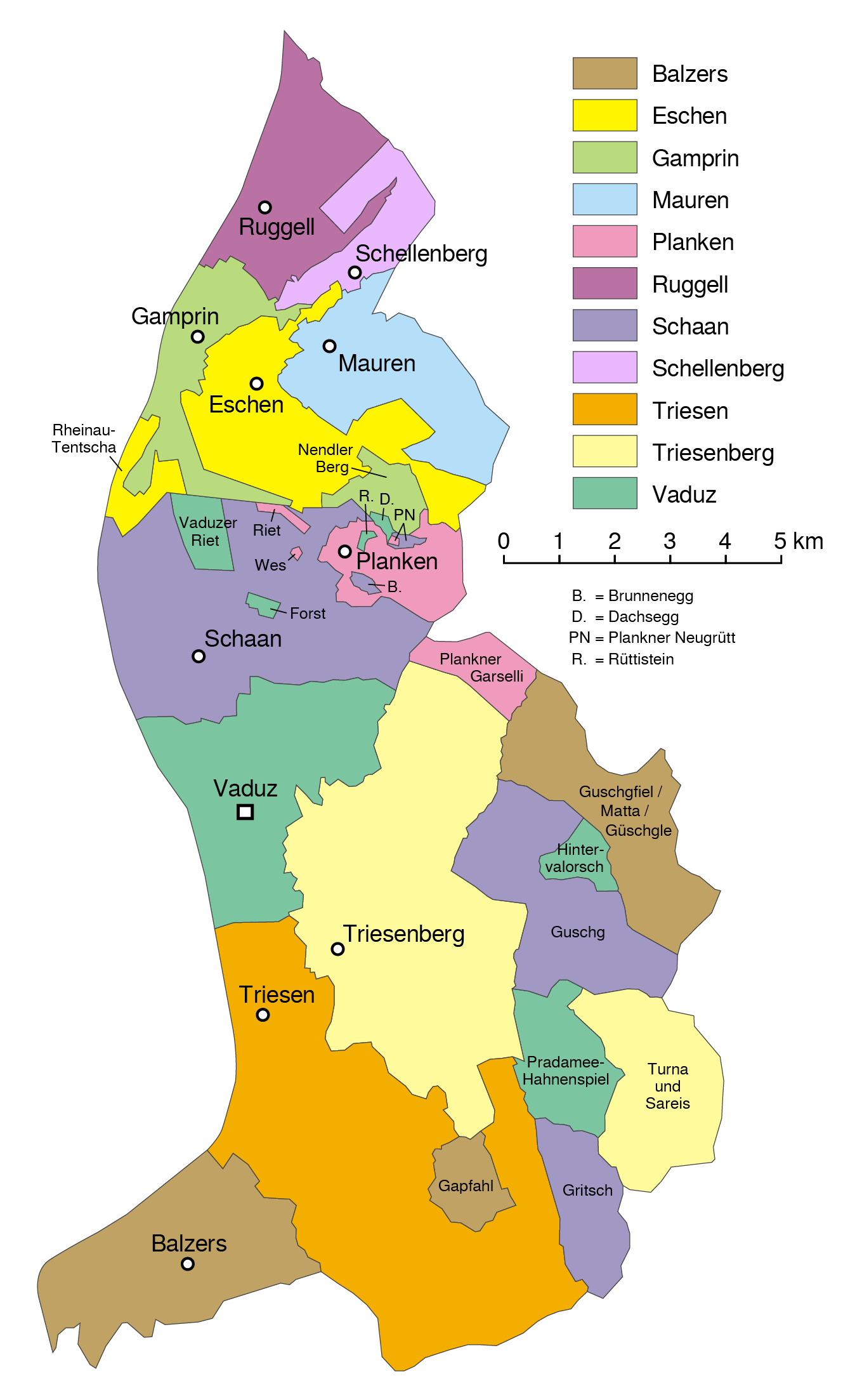
Územní členění Lichtenštejského knížectví, obce s exklávami

Lichtenštejnské knížectví se dělí do dvou volebních okresů a jedenácti obcí. Pět obcí náleží k volebnímu okresu Unterland (česky Dolní země, historické panství Schellenberg), zbylých šest pak k volebnímu okresu Oberland (česky Horní země, historické hrabství Vaduz). Schellenberg i Vaduz byla říšská léna; Schellenberg získali roku 1699 Lichtenštejnové a roku 1712 i Vaduz. Ve 30. letech 20. století sloužila panství jako správní okresy. Ve 21. století nemají ani historická panství, ani volební okresy žádné administrativní pravomoci.

## Obce
Obcí s nejmenší rozlohou je Schellenberg (3,6 km²), obcí s největší rozlohou je Triesenberg (29,6 km²). Obcí s nejnižším počtem obyvatel je Planken (478) a s nejvyšším počtem Schaan (5 998).
| Znak                                                      | PSČ a název obce       | Počet obyvatel (30. 6. 2019) | Rozloha (km2) | Sídla                                              |
| --------------------------------------------------------- | ---------------------- | ---------------------------- | ------------- | -------------------------------------------------- |
| Volební okres Unterland (historické panství Schellenberg) |                        |                              |               |                                                    |
| Ruggell                                                   | 9491 Ruggell           | 2 295                        | 7,378         | Ruggell                                            |
| Schellenberg                                              | 9488 Schellenberg      | 1 091                        | 3,559         | Schellenberg                                       |
| Gamprin                                                   | 9487 Gamprin           | 1 663                        | 6,188         | Gamprin, Bendern                                   |
| Eschen                                                    | 9492 Eschen            | 4 459                        | 10,381        | Eschen, Nendeln                                    |
| Mauren                                                    | 9493 Mauren            | 4 404                        | 7,491         | Mauren, Schaanwald                                 |
| Volební okres Oberland (historické hrabství Vaduz)        |                        |                              |               |                                                    |
| Schaan                                                    | 9494 Schaan            | 5 998                        | 26,920        | Schaan                                             |
| Planken                                                   | 9498 Planken           | 478                          | 5,341         | Planken                                            |
| Vaduz                                                     | 9490 Vaduz             | 5 668                        | 17,315        | Vaduz                                              |
| Triesenberg                                               | 9497 Triesenberg       | 2 643                        | 29,694        | Triesenberg, Masescha. Silum, Gaflei, Steg, Malbun |
| Triesen                                                   | 9495 Triesen           | 5 230                        | 26,479        | Triesen                                            |
| Balzers                                                   | 9496 Balzers           | 4 628                        | 19,731        | Balzers, Mäls                                      |
| Lichtenštejnsko                                           | Lichtenštejnsko celkem | 38 557                       | 160,477       |                                                    |

## Exklávy a enklávy
Lichtenštejnské obce mají i přes svou malou rozlohu poměrně složité hranice. Sedm z nich má kromě vlastního území jednu nebo více exkláv:
- Balzers: 2 exklávy
- Eschen: 1 exkláva
- Gamprin: 1 exkláva
- Planken: 4 exklávy, z nichž 1 je vlastně enkláva
- Schaan: 4 exklávy, z nichž 1 je vlastně enkláva
- Triesenberg: 1 exkláva
- Vaduz: 6 exkláv, z nichž 2 jsou vlastně enklávy